# Bandiere delle repubbliche dell'Unione Sovietica
Di seguito sono riportate le bandiere delle 15 Repubbliche Socialiste Sovietiche. Tutte le bandiere sono essenzialmente delle varianti della bandiera sovietica, ottenute aggiungendo alcuni elementi distintivi.
| Bandiera della RSS Armena    | Bandiera della RSS Azera   | Bandiera della RSS Bielorussa | Bandiera della RSS Estone  |
| Bandiera della RSS Georgiana | Bandiera della RSS Kazaka  | Bandiera della RSS Kirghiza   | Bandiera della RSS Lettone |
| Bandiera della RSS Lituana   | Bandiera della RSS Moldava | Bandiera della RSFS Russa     | Bandiera della RSS Tagika  |
| Bandiera della RSS Turkmena  | Bandiera della RSS Ucraina | Bandiera della RSS Uzbeka     |                            |

Di seguito sono riportate le bandiere delle due Repubbliche Socialiste Sovietiche che vennero soppresse nel corso della storia dell'Unione Sovietica.
| Bandiera della RSS Carelo-Finlandese | Bandiera della RSFS Transcaucasica |  |  |